# Me-Turan
Me-Turan (ou Me-Turran, Me-Turnat, Me-Turnu) est une ville de la Mésopotamie antique, dont les ruines se trouvaient sur le site constitué de Tell Haddad et des deux tells voisins de Tell as-Sib, dans la vallée de la Diyala, dans l'est de l'Irak actuel. 
Ces sites ont fait l'objet de fouilles archéologiques conduites par des équipes archéologiques irakiennes de 1977 à 1984, lors de campagnes de sauvetage avant que la région du bassin du Hamrin ne soit inondée (en 1984) à la suite de la construction d'un barrage sur la Diyala.
Le site est occupé au début du IIe millénaire av. J.-C. (période paléo-babylonienne). La ville passe vers le milieu du XIXe siècle av. J.-C. sous la coupe du plus puissant royaume de la Diyala, Eshnunna (règne d'Ipiq-Adad II), qui étend son emprise sur tout le bassin. Le millier de tablettes mis au jour sur les différents tells datent pour la plupart de cette époque, notamment des textes littéraires, rituels et mathématiques, aux côtés de textes administratifs, épistolaires et juridiques. Me-Turan est mentionnée par la suite dans une tablette d'un site du Hamrin, Tell Imlihiye, à l'époque kassite (XIIIe siècle av. J.-C.), puis apparaît à plusieurs reprises dans des textes de l'époque néo-assyrienne, entre le IXe siècle av. J.-C., quand elle est prise par les troupes de Salmanazar III, et le VIIe siècle av. J.-C., époque durant laquelle les rois Assarhaddon et Assurbanipal restaurent son temple principal, l'Eshahula, dédié au dieu infernal Nergal. Au siècle suivant, c'est le roi perse Cyrus II qui proclame l'avoir restauré dans son fameux cylindre.
Les fouilles ont mis au jour plusieurs résidences, datées des périodes paléo-babylonienne et kassite. Un monument de l'époque paléo-babylonienne, peut-être un temple ou bien un palais, a été exploré, mais c'est surtout le temple de Nergal d'époque néo-assyrienne qui a été fouillé. L'édifice mesure 80 × 47 m, organisé autour de deux cours intérieures séparées par un vestibule disposant d'une porte décorée de reliefs en bronze, que l'on retrouve aussi dans le saint des saints de l'édifice, de configuration babylonienne classique, barlong avec le podium situé dans l'axe de l'entrée.
Le site est encore occupé à l'époque parthe.